# Patrick Ferrer
 (août 2012).
Patrick Ferrer, né le 9 mai 1963 à Pau, est un auteur-compositeur-interprète français. Il réside à Orléans (Loiret).

## Biographie
En 1987, Patrick Ferrer fait ses premiers pas dans la chanson en obtenant le troisième prix du festival de la chanson française à Tarbes et décroche la première partie d’Henri Tachan, salle des fêtes de Saint-Jean-de-la-Ruelle, 2 octobre 1987.[réf. nécessaire]
En 1988, Patrick entre au conservatoire d’arts dramatiques d’Orléans où il reste deux ans.
L’année suivante est marquée par la création de son premier spectacle « Entre passion et feu de paille » qui tournera pendant deux ans en Région Centre.[réf. nécessaire]
Puis en 1993, Patrick Ferrer oriente sa démarche et se tourne vers Paris. Le Théâtre du Tourtour l’accueille pour 4 séries de représentations (mai et novembre 1993, mars et septembre 1994), ,.
Patrick Ferrer est retenu pour représenter la Région Centre aux découvertes du Printemps de Bourges en 1995. Il enregistre et sort alors son premier album 56 rue Galilée en 1996 avec la collaboration de Radio France Orléans (distribution W.M.D).
C’est également Radio France Orléans qui enregistrera en 1999 son spectacle au Théâtre du Tourtour pour co-produire un album live Récréation.
En 2003, à la recherche de thèmes pour l’écriture de ses nouvelles chansons, il retourne dans son collège…. Mais il est désaffecté : sensations imprévues ; des souvenirs liés à des tranches de vie et à l’enfance ressurgissent. Il retrouve les couleurs, les parfums qui ont marqué son enfance…et des chansons naissent : saynètes gravées à l’eau forte, pimentées de détails cocasses. Et l’album « A l’école de la langue de bois » verra le jour en 2004.[Interprétation personnelle ?]
De tout cela, un vrai personnage en ressort et les perspectives s’enchaînent depuis 2004 : premières parties de Gilbert Laffaille  et de Chraz , création d’un nouveau spectacle au Théâtre du Tourtour, tournées en France et Belgique, résidences chanson.

## Discographie

### Albums studio
- 56 rue Galilée (Lésarts Production-RadioFrance Orléans-WMD) - 1996[10]
- A l’école de la langue de bois (Lésarts Production) - 2004
- Portraits tout crachés (Lésarts Production) - 2014

### Compilation
- Rencontres (Les voix neuves de la chanson française)

### Album live
- Récréation (Lésarts Production-Radio France Orléans)- 1999